# Лєсной (Гіагінський район)
Лєсной (рос. Лесной; адиг. Мэзылъ) — селище Гіагінського району Адигеї Росії. Входить до складу Келемерського сільського поселення.
Населення — 183 осіб (2015 рік).